# كونفور (أين)
كونفور (بالفرنسية: Confort)‏ هي بلدية فرنسية تقع في إقليم الأين في فرنسا. رمز إنسي لها هو:1114. أما الرمز البريدي لها فهو: 1200.